# Малдиви на Летњим олимпијским играма 1992.
Малдиви су на Летњим олимпијским играма у Барселони 1992. учествовали други пут, откако је 1985. примљен у МОК. Делегацију Малдива, представљало је 7 спортиста (6 мушкараца и 1 жена) који су се такмичили у 8 дисциплина у 2 спрота. Први пу су у свом саставу имали и једну жену.
Најмлађи учесник у репрезентацији Малдива била је атлетичарка Aminath Rishtha са 17 година и 63 дана. што је и најмлађи учесник Малдина на досадашњим олимпијским играма. Најстарији је био маратонац Хусеин Халем са 23 год и 158 дана.
Малдивски олимпијски тим и после ових Игара остао је у групи земаља које нису освојиле ниједну медаљу.

## Учесници по дисциплинама
| Спорт      | Мушкарци | Жене | Укупно |
| ---------- | -------- | ---- | ------ |
| Атлетика   | 4        | 1    | 5      |
| Пливање    | 2        | 0    | 2      |
| Укупно (2) | 6        | 1    | 7      |

## Резултати по спортовима

### Атлетика
Мушкарци
| Атлетичар Лични рекорд | Дисциплина | Квалификације | Квалификације | Групе            | Групе            | Полуфинале       | Полуфинале       | Финале           | Финале       | Детаљи |
| Атлетичар Лични рекорд | Дисциплина | Резултат      | Пласман       | Резултат         | Пласман          | Резултат         | Пласман          | Резултат         | Пласман      | Детаљи |
| ---------------------- | ---------- | ------------- | ------------- | ---------------- | ---------------- | ---------------- | ---------------- | ---------------- | ------------ | ------ |
| Ahmed Shageef          | 100 м      | 11,36         | 8 у гр 6      | Није се пласирао | Није се пласирао | Није се пласирао | Није се пласирао | Није се пласирао | 73/78 (81)   |        |
| Ahmed Shageef          | 200 м      | 22,54         | 7 у гр. 10    | Није се пласирао | Није се пласирао | Није се пласирао | Није се пласирао | Није се пласирао | 75 / 77 (70) |        |
| Мохамед Амир           | 400 м      | 50,35         | 8 у гр 4      | Није се пласирао | Није се пласирао | Није се пласирао | Није се пласирао | Није се пласирао | 63/67 (69)   |        |
| Хусеин Риваз           | 800 м      |               |               | 2:00,2           | 8 у гр 2         | Није се пласирао | Није се пласирао | Није се пласирао | 56/57 (61)   |        |
| Хусеин Халем           | маратон    |               |               |                  |                  |                  |                  | 3.04:16          | 86 /87 (110) |        |

Жене
| Атлетичар Лични рекорд | Дисциплина | Квалификације | Квалификације | Групе             | Групе             | Полуфинале        | Полуфинале        | Финале            | Финале     | Детаљи |
| Атлетичар Лични рекорд | Дисциплина | Резултат      | Пласман       | Резултат          | Пласман           | Резултат          | Пласман           | Резултат          | Пласман    | Детаљи |
| ---------------------- | ---------- | ------------- | ------------- | ----------------- | ----------------- | ----------------- | ----------------- | ----------------- | ---------- | ------ |
| Aminath Rishtha        | 100 м      | 13,66         | 8 у гр 2      | Није се пласирала | Није се пласирала | Није се пласирала | Није се пласирала | Није се пласирала | 51/51 (52) |        |

### Пливање
Мушкарци
| Пливач        | Дисциплина     | Група   | Група     | Финале Б         | Финале Б         | Финале А         | Финале А   | Детаљи |
| Пливач        | Дисциплина     | Време   | Пласман   | Време            | Пласман          | Време            | Пласман    | Детаљи |
| ------------- | -------------- | ------- | --------- | ---------------- | ---------------- | ---------------- | ---------- | ------ |
| Ахмед Имтијаз | 50 м слободно  | 29,27   | 7 у гр. 1 | Није се пласирао | Није се пласирао | Није се пласирао | 71/72 (75) |        |
| Мохамњд Рашид | 50 м слободно  | 30,37   | 8 у гр. 1 | Није се пласирао | Није се пласирао | Није се пласирао | 72/72 (75) |        |
| Ахмед Имтијаз | 100 м слободно | 1:04,96 | 6 у гр. 1 | Није се пласирао | Није се пласирао | Није се пласирао | 74/75      |        |
| Мохамњд Рашид | 100 м слободно | 1:08,12 | 7 у гр. 1 | Није се пласирао | Није се пласирао | Није се пласирао | 75/75      |        |